# 地球生物会議
地球生物会議（ちきゅうせいぶつかいぎ）は、日本の特定非営利活動法人の動物愛護団体である。「地球生物会議ALIVE」とも称する。

## 概略
アイヌ著作家ポン・フチで知られた野上ふさ子が創設した。“包括的動物保護団体”として、動物の権利を主張し、
動物園、
水族館、
クマ牧場、
動物実験、
ペット、
畜産、
狩猟、
毛皮
などに反対する。

## 設立
地球生物会議の設立は、設立者の野上ふさ子が直前まで代表をつとめていた動物愛護団体からの提訴を受けた時期の、1996年1月である（一審敗訴の後に姉妹団体「動物実験廃止・全国ネットワーク」も設立された）。「地球生物会議」の設立理念は、「地球上に生息するすべての生物が地球の構成員として尊重される社会を構築すること」とされ、会の名称『地球生物会議』は「生き物たちが集まり、会議を開いたら緊急議題は？」という意であり、英名 ALIVE は "All Life In a Viable Environment" の略で、「地球は人間だけのものではない」とのコンセプトである。

## 動物園批判

### ズーチェック運動
「ズーチェックはイギリスで始まった動物園を監視する運動」と述べ、動物たちの「異常行動」の発見により、動物園のあり方を問うとし、、動物園を監視し、動物園での飼育の状態を社会に知らしめる運動（ズーチェック運動）を行っている。
10か所の調査
1996年に英国動物園査察官とともに日本の10か所の動物園を調査（ズー・チェック）した。そしてイギリスのボーン・フリー財団のヴァージニア・マッケンナとともに、日本の動物園は「貧弱」「悲惨」と述べた。
- この時、調査した動物園
  - ペットラント姫路[16]（個人飼育の動物保護施設）[17]
  - 吉川商会[16]（鳥獣商）
  - 宝塚ファミリーランド[16]
  - 小田原動物園[16]
  - 姫路市立動物園[16]
  - 新江ノ島水族館[16]
  - 白鳥どうぶつ園[16]
  - 日本モンキーセンター[16]
  - 大阪市天王寺動物園[16]
  - 恩賜上野動物園[16]

小田原動物園
英国的な調査で、城の中にある狭い小田原動物園は問題視され、1996年9月に「廃園」を勧告された。また、他の動物園へ飼育しているゾウ「ウメ子」を引き取らせることを打診されたが、小田原市は高齢と市民の財産であると拒否した。以後、小田原動物園は小田原城内の農薬散布について地球生物会議から抗議を受けた。
小田原動物園はその後、徐々に飼育規模を縮小し、2012年現在は猿山でのニホンザル飼育を残すのみとなった。
他の動物園等
この頃、地球主物会議は、
枚方パーク、
小諸市動物園、
地獄谷野猿公苑、
奥飛騨クマ牧場、
井の頭動物園、
富士サファリパーク、
多摩動物公園、
みさき動物公園、
ワールド牧場、
東武動物公園、
野毛山動物園、
ズーラシア、
千葉市動物公園
などの動物園等も訪問した。

### ホッキョクグマ
2004年、秋田県の水族館の開業時、カナダからホッキョクグマが輸入される予定だったが、地球主物会議は世界動物保護協会 (WSPA) やカナダの動物権利団体 Zoocheck と共に抗議活動を行い頓挫させた。シロクマ獲得の妨害に成功した地球生物会議は、代替案として「ホッキョクグマの映像を大画面で上映」や「クマの教育プログラムの設置」を提案した。
このため、当時の市長が水族館オープン日にシロクマの着ぐるみで来場者を出迎え、のちにロシアからシロクマ「豪太」を準備した。「豪太」は人気者になり、全国紙にも掲載されるクマになった。

### ゾウ
借り入れ、輸入
2003年、熊本県の動物園がアジアゾウをインドネシアから借り受けようとした際に、書類の不備を見つけ、日本の経産省に抗議し、輸入の阻止に成功した。動物園ではゾウの収益はインドネシアのゾウ保護に寄付される予定だった。
ゾウの輸入はその都度反対活動をしている。
しつけ・訓練
和歌山県の動物園が元従業員とテレビ局に告発（のちに裁判）されたことを受け、ゾウの調教を動物虐待だと訴えた。

### クマ牧場
ズーチェック活動のあと、日本各地のクマ牧場を「世界動物保護協会」(WSPA)とともに調査し、非難した。
クマ牧場は、熊胆（ユウタン、クマノイ）の取引をしているとして、その販売などを止め、またクマの飼育頭数が多いとして、削減するように求めた。この反対キャンペーンにはジャッキー・チェンもコメントを寄せた。ジャッキーはこの他、中国のクマ畜産施設「熊農場」を問題視するキャンペーンをし、地球生物会議も同調した。
2004年に定山渓熊牧場が廃業し、2012年に秋田八幡平クマ牧場が廃業した際に、ヒグマの引受先探しを行ったが、失敗に終わった。

## その他の活動

### ペット批判
“ペットショップチェック”と称して、悪質業者を見つけ出す活動をしている。また、動物愛護法を改正して、ペットの仔（赤ちゃん）の販売を規制するように論ずる。行政がアニマルシェルターを行い、人々はそこからペットを得るシステムにすべきと主張する。ペットの殺処分の頭数削減を目指して、各自治体の処分数を調べ、処分数ワーストの都道府県を批判する。

### 動物実験批判
動物実験に法規制が必要だとする立場である。また、茨城県のつくば学園都市にある複数の研究施設で反対活動も行ったことがある。